# Antonio Malpica
Antonio Malpica Maury (Ciudad de México, 8 de marzo de 1967) es un escritor mexicano. Ha publicado numerosas novelas (incluyendo novelas de ciencia ficción) para adultos y libros de literatura infantil y juvenil, así como con obras teatrales dirigidas al mismo público, y ha recibido diversos premios por su labor.
Aunque interesado por la música y el piano en sus primeros años, decidió estudiar Ingeniería de Computación en la Universidad Nacional Autónoma de México entre 1983 y 1989. Sin embargo, decidió dedicarse a la carrera literaria, mantener cierta presencia en el mundo musical y paulatinamente retirarse como ingeniero.
Es el primer mexicano en obtener el Premio Iberoamericano SM Literatura infantil y juvenil.

## Obra literaria
Escribió su primera obra de teatro en 1987 junto a su hermano Javier Malpica.
En 1988 fue igualmente fundador de la revista Acimut, que sólo existió hasta 1989.
Aparte de su nutrida obra literaria, fue uno de los fundadores (junto con Roberto Cravioto y su hermano Javier Malpica) de In-Crescendo, una compañía teatral independiente que ha escenificado su obra teatral.

## Otras actividades
Aunque principalmente se ha dedicado a la literatura, Malpica no ha abandonado la música. Ha formado varios grupos musicales y tocando en un trío de jazz, y en su trabajo teatral se destaca la dirección musical de la obra Crisis: Modelo para armar. [cita requerida]

## Narrativa
| Año  | Libro                                                                          | Tipo                                    | Editorial                                                                                          | Serie/Colección                     | SKU                                           |
| ---- | ------------------------------------------------------------------------------ | --------------------------------------- | -------------------------------------------------------------------------------------------------- | ----------------------------------- | --------------------------------------------- |
| 2001 | Las mejores alas                                                               | Novela                                  | Ediciones Castillo                                                                                 | -                                   | ISBN 970-20-0179-X                            |
| 2002 | La nena y el mar                                                               | Novela                                  | Consejo Estatal para la Cultura y las Artes de Chiapas                                             | -                                   | ISBN 970-697-073-8                            |
| 2002 | El Impostor                                                                    | Novela                                  | Editorial Plan C                                                                                   | Colección La Mosca Muerta           | ISBN 968-5395-02-0                            |
| 2003 | Ulises 2300                                                                    | Novela                                  | Ed. SM México                                                                                      | -                                   | ISBN 970-688-338-X                            |
| 2004 | Querido tigre Quezada                                                          | Novela                                  | Ediciones Castillo                                                                                 | -                                   | ISBN 968-5920-85-0                            |
| 2004 | Los elementos del Jazz                                                         | Novela                                  | Consejo Estatal para la Cultura y las Artes de Chiapas                                             | -                                   | ISBN 970-697-119-X                            |
| 2005 | El nombre de Cuautla                                                           | Novela                                  | Ediciones SM                                                                                       | -                                   | ISBN 970-688-784-9                            |
| 2006 | Apostar el resto                                                               | Finalista del Premio Nacional de Novela | Ed. Joaquín Mortiz                                                                                 | -                                   | ISBN 968-27-1042-1                            |
| 2006 | Había una vez un niño llamado Perico                                           | Novela                                  | Ed. Norma                                                                                          | -                                   | ISBN 970-09-1234-5                            |
| 2006 | Mi abuelo es poeta                                                             | Infantil / Educación                    | Ediciones Progreso                                                                                 | -                                   | ISBN 978-970-641-721-3                        |
| 2007 | Diario de guerra del Coronel Mejía                                             | Novela                                  | Ediciones SM                                                                                       | -                                   | ISBN 978-970-785-342-3                        |
| 2008 | Ver pasar los patos                                                            | Novela                                  | Ediciones Castillo                                                                                 | -                                   | ISBN 978-970-200-981-8                        |
| 2008 | Billie Luna Galofrante                                                         | Novela                                  | Editorial Norma                                                                                    | -                                   | ISBN 970-09-1930-0                            |
| 2008 | La armónica                                                                    | Novela                                  | Ediciones El Naranjo                                                                               | -                                   | ISBN 978-968-5389-71-6                        |
| 2008 | La lágrima del Buda                                                            | Novela Negra                            | Editorial Océano Conaculta                                                                         | -                                   | ISBN 978-607-527-224-5 ISBN 978-970-35-1383-3 |
| 2009 | Una historia (más) de princesas                                                | Novela                                  | Editorial Norma                                                                                    | -                                   | ISBN 978-607-13-0020-1                        |
| 2009 | Siete esqueletos decapitados (primera parte de la saga El libro de los héroes) | Novela                                  | Editorial Océano                                                                                   | Travesía Colección "El lado oscuro" | ISBN 978-970-77-7499-5                        |
| 2010 | El lápiz de labios del señor presidente                                        | Novela                                  | Ediciones SM                                                                                       | -                                   | ISBN 978-607-47-1001-4                        |
| 2010 | Los mil años de Pepe Corcueña                                                  | Novela                                  | Ediciones El Naranjo                                                                               | -                                   | ISBN 978-607-76-6118-4                        |
| 2011 | Margot: La pequeña, Pequeña historia de una casa en Alfa Centauri              | Novela                                  | Editorial Norma                                                                                    | -                                   | ISBN 978-958-45-3313-5                        |
| 2011 | Bienvenido a Lethal Maze                                                       | Novela Corta / Infantil                 | Editorial CIDCLI: Centro de Información y Desarrollo de la Comunicación y la Literatura Infantiles | -                                   | ISBN 978-607-77-4929-5                        |
| 2011 | Nocturno Belfegor (segunda parte de la saga El libro de los héroes)            | Novela                                  | Editorial Océano                                                                                   | Travesía Colección "El lado oscuro" | ISBN 978-607-40-0310-9                        |
| 2011 | Informe preliminar sobre la existencia de los fantasmas                        | Novela                                  | Ediciones Castillo                                                                                 | -                                   | ISBN 978-607-46-3099-2                        |
| 2011 | Fábula de la pelota y la fuente                                                | Fábula                                  | Editorial Progreso                                                                                 | -                                   | -                                             |
| 2011 | Hacked by Conejo                                                               | Novela                                  | Editorial Norma                                                                                    | -                                   | ISBN 978-607-9107-89-5                        |
| 2011 | Una canción por Temo                                                           | Novela                                  | Editorial Norma                                                                                    | -                                   | ISBN 978-607-910-791-8                        |
| 2011 | Objetivo Miedo                                                                 | Novela                                  | Editorial SM                                                                                       | -                                   | ISBN 978-607-240-288-1                        |
| 2011 | Adonde no conozco nada                                                         | Novela                                  | Ediciones SM                                                                                       | Clección Gran Angular               | ISBN 978-607-45-5732-9                        |
| 2012 | Ahora somos dos                                                                | Novela / Infantil                       | Editorial SM                                                                                       | -                                   | ISBN 978-607-242-066-3                        |
| 2012 | Ka súut naj: Vuelta a casa                                                     | Novela                                  | Editorial: Alfaguara Juvenil.                                                                      | -                                   | ISBN 978-607-013-835-5                        |
| 2012 | Por el color del trigo                                                         | Novela                                  | Fondo de Cultura Económica                                                                         | -                                   | ISBN 978-607-16-0924-3                        |
| 2013 | El llamado de la estirpe (tercera parte de la saga El libro de los héroes)     | Novela                                  | Editorial Océano                                                                                   | Travesía Colección "El lado oscuro" | ISBN 978-607-40-0310-9                        |
| 2013 | La máquina                                                                     | -                                       | Editorial Alfaguara                                                                                | -                                   | ISBN 978-607-012-066-4                        |
| 2013 | Soldados en la lluvia                                                          | -                                       | Editorial Norma                                                                                    | -                                   | ISBN 978-958-454-131-4                        |
| 2014 | No nos extrañará el sistema                                                    | Novela                                  | Editorial SM                                                                                       | -                                   | ISBN 978-607-240-796-1                        |
| 2014 | Un viejo gato gris mirando por la ventana                                      | Novela                                  | Fondo de Cultura Económica                                                                         | -                                   | ISBN 978-607-162-241-9                        |
| 2014 | Anti-social: Artista del ligue                                                 | Novela                                  | Ediciones B                                                                                        | -                                   | ISBN 978-607-480-713-4                        |
| 2015 | El bondadoso rey                                                               | Novela                                  | Fondo de Cultura Económica                                                                         | -                                   | ISBN 978-607-163-310-1                        |
| 2015 | La más densa niebla                                                            | Novela                                  | Editorial El Naranjo                                                                               | -                                   | -                                             |
| 2015 | Pizzas en el espacio                                                           | Novela / Infantil                       | Editorial Alfaguara Infantil                                                                       | -                                   | ISBN 978-607-012-510-2                        |
| 2015 | #MásGordoElAmor                                                                | Novela                                  | Editorial Océano                                                                                   | -                                   | ISBN 978-607-527-184-2                        |
| 2016 | El destino y la espada (cuarta parte de la saga El libro de los héroes)        | Novela                                  | Editorial Océano                                                                                   | Travesía Colección "El lado oscuro" | ISBN 978-607-735-794-0                        |
| 2016 | Lorenza, bájate del perro (Manuel Monroy, ilustrador y diseñador mexicano)     | Novela                                  | Editorial Santillana                                                                               | -                                   | ISBN 978-607-012-995-7                        |
| 2016 | El honor o la muerte (Alejandro O'Kif, ilustrador argentino)                   | Novela                                  | Ediciones Castillo                                                                                 | -                                   | ISBN 978-607-621-635-4                        |
| 2017 | Apocalipsis Island México                                                      | Novela                                  | Editorial Dolmen                                                                                   | -                                   | ISBN 978-841-696-120-7                        |
| 2017 | Esa mañana                                                                     | Novela                                  | Editorial Norma                                                                                    | -                                   | -                                             |
| 2017 | Principio y fin (quinta y última parte de la saga El libro de los héroes)      | Novela                                  | Editorial Océano                                                                                   | Travesía Colección "El lado oscuro" | ISBN 978-607-527-359-4                        |
| 2017 | Primer Plano                                                                   | Novela                                  | Editorial Norma                                                                                    | -                                   | -                                             |
| 2017 | Setenta y Medio                                                                | Novela                                  | Ediciones SM                                                                                       | -                                   | ISBN 978-607-242-738-9                        |
| 2018 | Una tribu                                                                      | Novela                                  | Alfaguara Juvenil                                                                                  | -                                   | ISBN 9786073161381                            |
|      | Al final, las palabras                                                         | Novela                                  | Fondo de Cultura Económica                                                                         | -                                   | ISBN 9786071654571                            |
|      | Dos Viejos Caballeros                                                          | Novela                                  | Ediciones SM                                                                                       |                                     | ISBN 978-84-9107-786-2                        |
| 2019 | La porción más grande de pastel                                                | Novela                                  | Macmillan Castillo Infantil                                                                        |                                     | ISBN 9786075405919                            |
|      | Imagina que no hay cielo                                                       | Novela                                  | Océano Gran Travesía                                                                               |                                     | ISBN 9786075570655                            |
| 2020 | Así de simple                                                                  | Novela                                  | Océano Travesía                                                                                    |                                     | ISBN 9786075570662                            |
| 2020 | Canción sobre un niño perdido en la nieve                                      | Novela                                  | Ediciones El Naranjo                                                                               |                                     | ISBN 9786078442959                            |

### Colaboraciones
- 2007 "Abaddon Tenebrae" (cuento), en Siete habitaciones a oscuras. Editorial Norma ISBN 978-970-09-1851-8. Con Gabriela Aguileta, M. B. Brozon, Juan Pablo Gázquez, Juan Carlos Quezadas, Ana Romero y su hermano Javier Malpica)
- 2009 "Asegunes" (cuento), en Boleto al infierno (viaje sencillo). Ediciones Alfaguara. Con Gabriela Aguileta, M. B. Brozon, Juan Pablo Gázquez, Juan Carlos Quezadas, Ana Romero y su hermano Javier Malpica)
- 2010 "Un cuarto de costura" (cuento), en Siete cuentos muy cochinos. Ediciones Alfaguara ISBN 978-607-11-0579-0. (Junto con Gabriela Aguileta, M. B. Brozon, Juan Pablo Gázquez, Juan Carlos Quezadas, Ana Romero y su hermano Javier Malpica)
- 2010 "Un juguete para Justine", en Los viajeros, antología de relatos de ciencia ficción. Ediciones SM.
- 2010 "El crítico" (cuento), en Negras intenciones. Editorial Jus.
- 2012 "Santiago Vergara" (cuento), en El abismo, antología de relatos de terror. Ediciones SM.
- 2014 "Los hijos de la tierra" (cuento), en Otras siete habitaciones a oscuras. Editorial Norma. (Junto con Gabriela Aguileta, M. B. Brozon, Juan Pablo Gázquez, Juan Carlos Quezadas, Ana Romero y su hermano Javier Malpica)
- 2015 "Ciento sesenta y cuatro" (cuento), en Cumpleaaños. Ediciones SM. (Junto con M. B. Brozon, Alejandro Sandoval, Javier Malpica, Monique Zepeda, Jaime Alfonso Sandoval, Juan Carlos Quezadas, María Baranda, et al.)
- 2015 "Te pasas" (cuento), en ¡La fiesta!. Ediciones SM. (Junto con Jaime Alfonso Sandoval, Gilberto Rendón, M. B. Brozon, Martha Riva Palacio, Andrés Acosta, Antonio Díaz, Alicia Madrazo, Raquel Castro, Tamar Cohen y José Antonio Sánchez Cetina.)

### Obras teatrales
- 1992 Todos adentro
- 1992 Sólo por diversión
- 1994 ¡No creas lo que ves! (junto a su hermano Javier Malpica). Primer Premio en el Festival de teatro de la Delegación Azcapotzalco.
- 1995 Jóvenes aún
- 1996 Séptimo round
- 2000 Librándola (junto a su hermano Javier Malpica).[3]
- 2000 María Frankenstein (junto a su hermano).[3]
- 2003 Blanco y negro obra de teatro premiada Cuarto concurso nacional de dramaturgía Manuel Herrera Castañeda.
- 2005 Amanteurs Musical (junto a su hermano Javier Malpica).
- 2005 Ensayo de un coma
- 2005 Mujer on the Border (Basada en El llanto del verdugo de Antonio Malpica y Javier Malpica).
- 2006 Vote por el león (junto a su hermano Javier Malpica).
- 2007 Física y tamales  (junto a su hermano Javier Malpica).
- 2008 Crisis. Modelo para armar  Musical (junto a su hermano Javier Malpica).
- 2009 Mujer on the Border Nuevo montaje (Basada en El llanto del verdugo de Antonio Malpica y Javier Malpica).

## Premios recibidos
- 1994: Primer Premio en el Festival de Teatro de la Delegación Azcapotzalco.[3]
- 1997: Concurso de cuento de la revista Viceversa.[3]
- 2001: Tercer lugar concurso de novela infantil de editorial Castillo por la novela Las mejores alas.
- 2002: Premio Sizigias por El impostor.[3]
- 2002: Premio Nacional de Obra de Teatro para Niños Mozart a través del espejo.[3][1]
- 2002: Premio Nacional Manuel Herrera de Dramaturgia por 'Blanco y negro.[3]
- 2002: Premio de Novela Breve Rosario Castellanos por su novela La nena y el mar.[3]
- 2002: Mención honorífica en el Concurso de Cuento convocado por la Fundación Álica, de Nayarit por el cuento El monstruo.
- 2003: Premio Gran Angular por la novela Ulises 2300.
- 2002: Premio de Novela Breve Rosario Castellanos por su novela Los elementos del jazz.
- 2004: Premio Nacional de Literatura Infantil y Juvenil Castillo de la Lectura por Querido Tigre Quezada.
- 2005: Premio Gran Angular por la novela El nombre de Cuautla.
- 2005: Premio Nacional de Novela Emilio Rabasa por la novela Semana holandesa.
- 2006: Finalista del Premio Nacional Una vuelta de tuerca convocado por Joaquín Mortiz, la Dirección General de Publicaciones del Conaculta y el Instituto Queretano de la Cultura y las Artes por la novela Apostar el resto (Título original 22 Rojo).
- 2007: Premio Nacional de novela negra: Una vuelta de tuerca 2007 por la novela Nadie escribe como Herbert Quain.[5] Publicada en 2008 con el nombre La lágrima del Buda por Conaculta
- 2007: Premio El Barco de Vapor por la novela Diario de guerra del Coronel Mejía.
- 2011: Premio Norma de Literatura Infantil y Juvenil 2011 por la novela Margot: La pequeña, pequeña historia de una casa en Alfa Centauri.
- 2011: XVI edición de los Premios de Literatura juvenil Gran Angular por su obra La torre y la Luna (publicado con el título Adonde no conozco nada).[6]
- 2013: White Ravens 2013, otorgado por Internationale Jugendbibliothek por el libro Por el color del trigo.[7]
- 2015: XI edición del Premio Iberoamericano SM Literatura infantil y juvenil.[4]